# Mellanljusnan (naturreservat)
Mellanljusnan är ett naturreservat i Ljusdals kommun i Gävleborgs län.
Området är naturskyddat sedan 2015 och är 1 041 hektar stort. Reservatet omfattar en 24 kilometer lång, outbyggd sträcka av Ljusnan mellan Laforsen och Korskrogen, med otämjda forsar och varierande, av älven och inlandsisen skapade landskapsformar, samt dess närmaste omgivning med skog, betesmark och myrar. 

## Bildgalleri

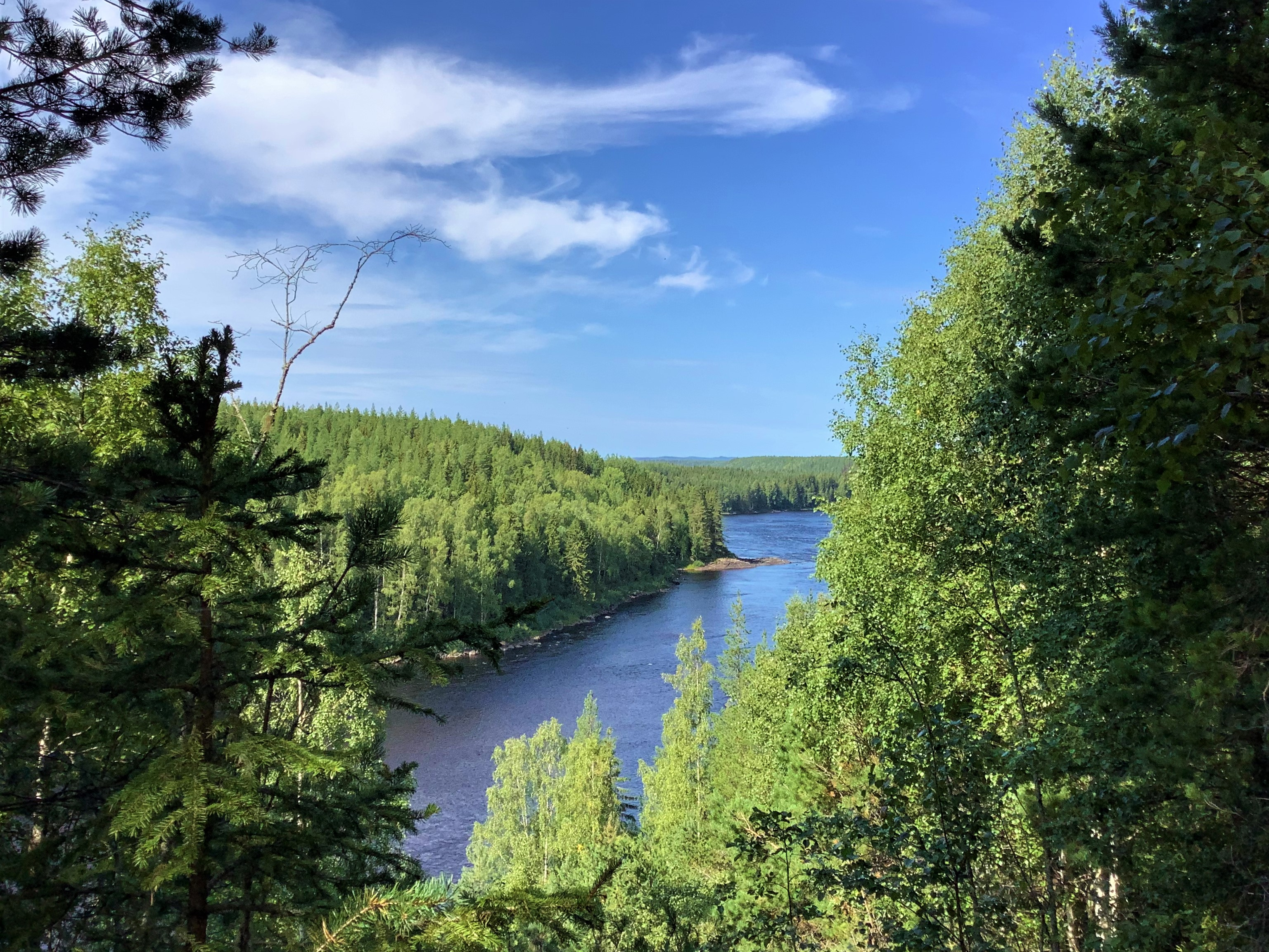
Mellanljusnans naturreservat vid Ljusnan
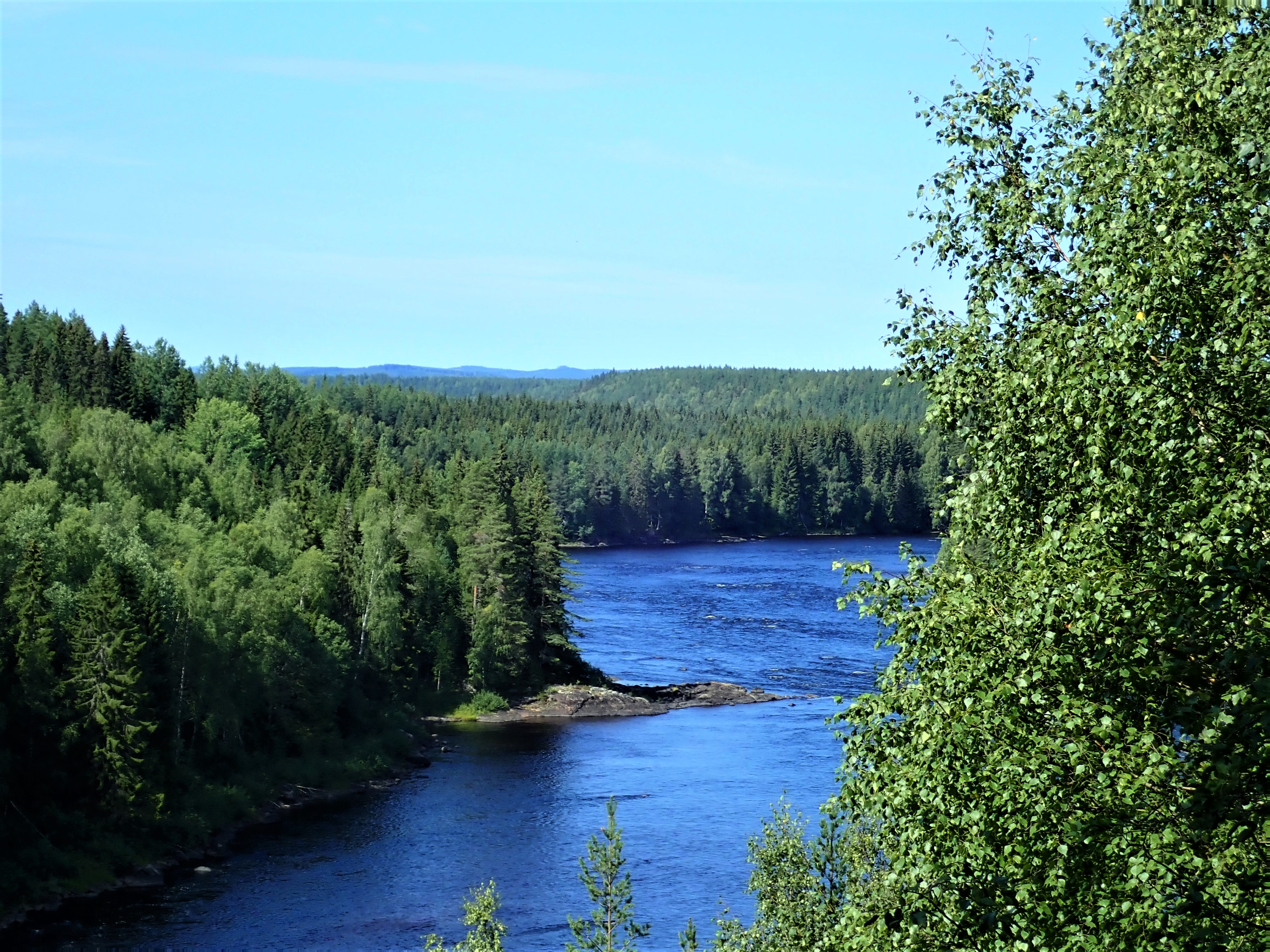
Utsikten från strandbrinken mot Ljusnan
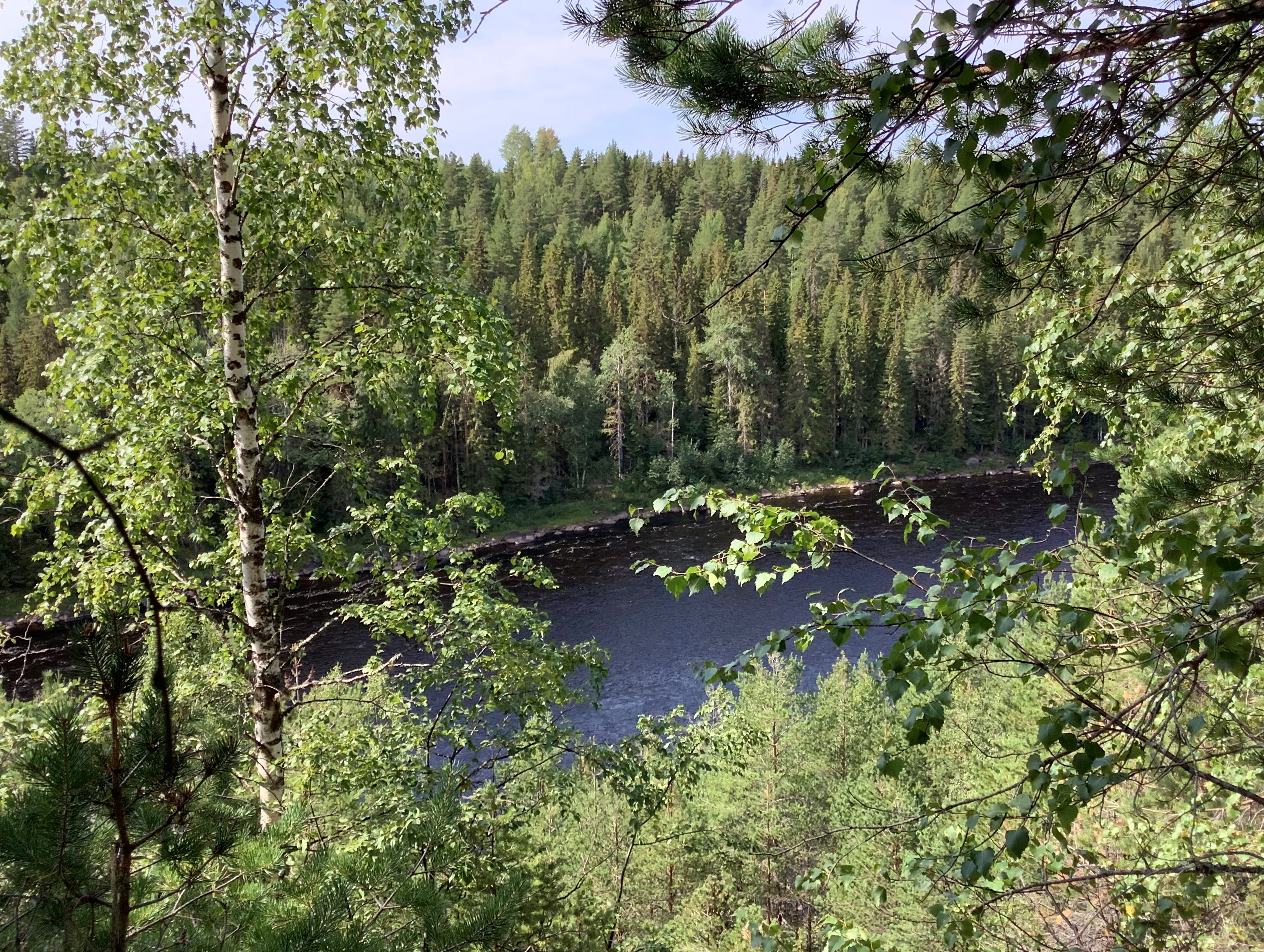
Utsikten mot Ljusnan
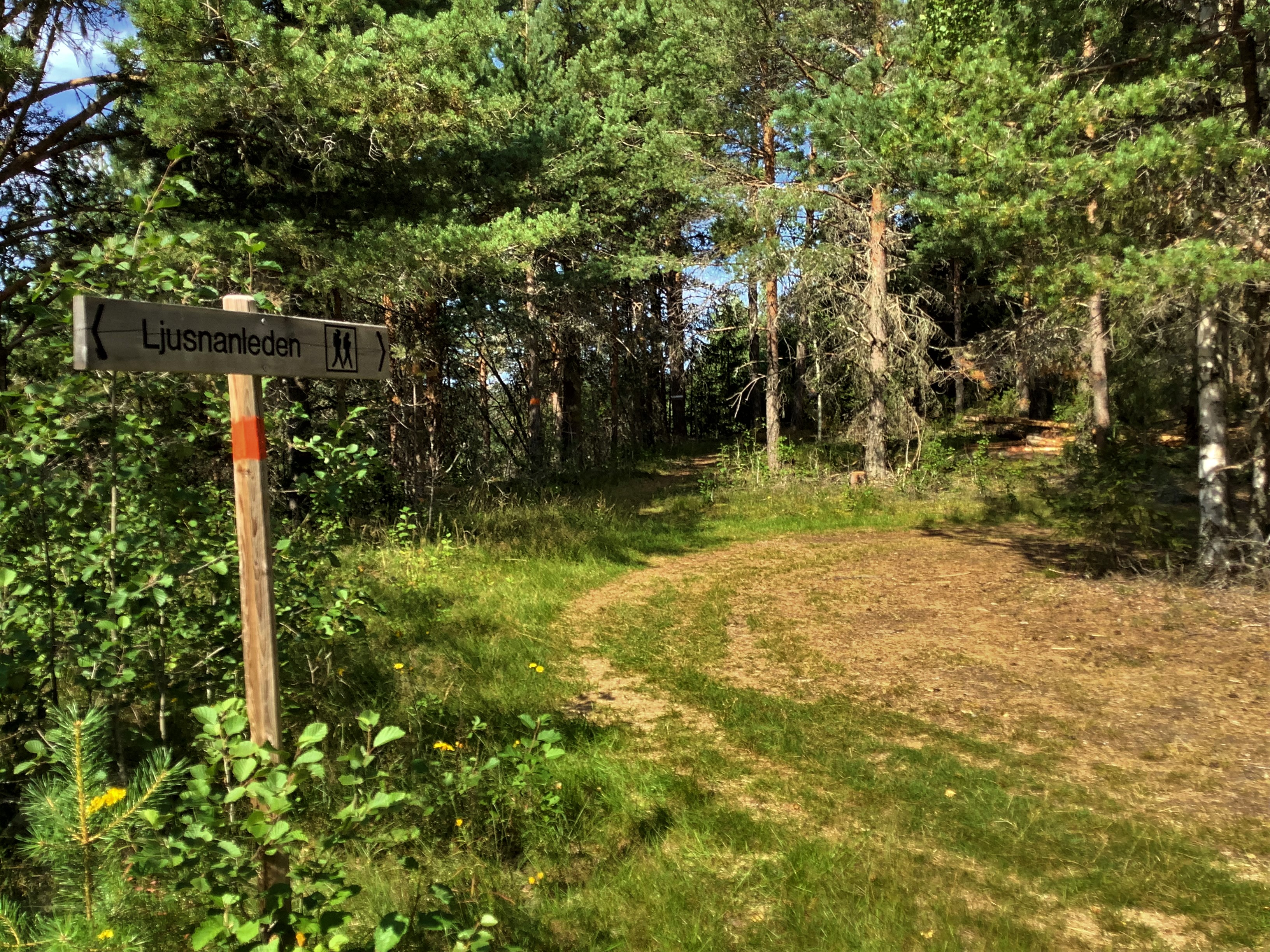
Ljusnanleden följer Ljusnan genom naturreservatet
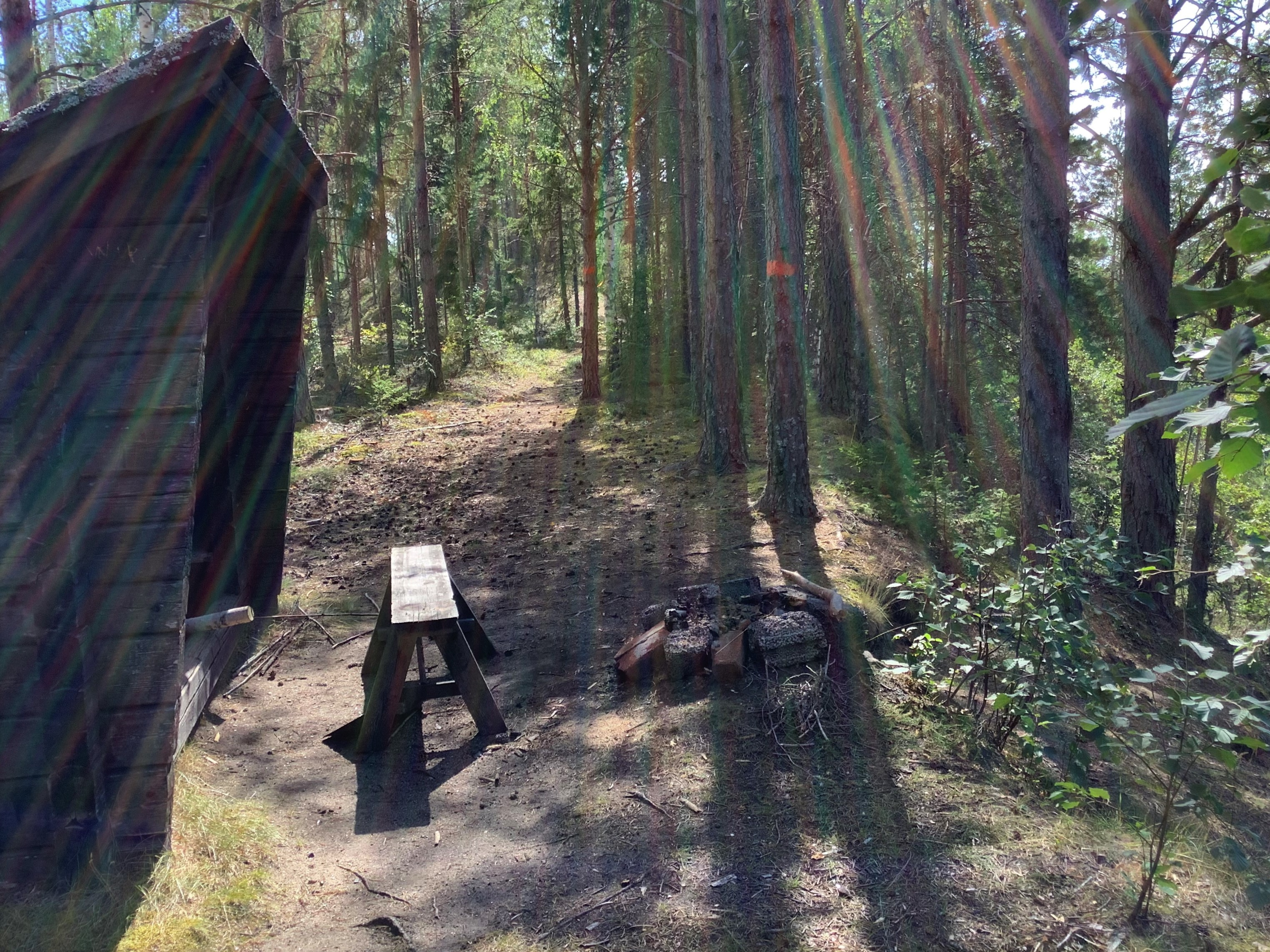
Vindskydd vid Ljusnanleden
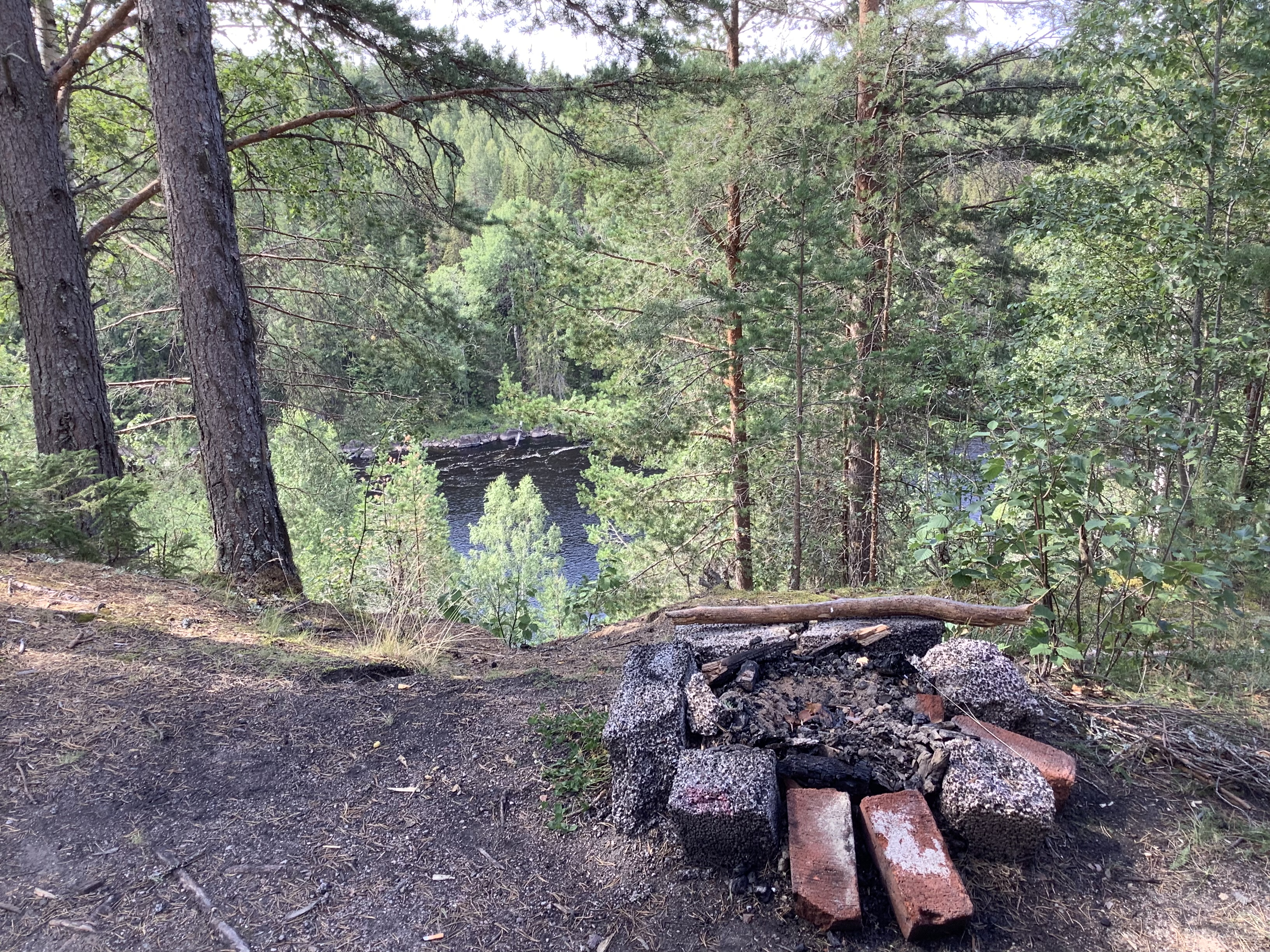
En eldningsplats på strandbrinken vid Ljusnan